# Branko Šotra
Branko Šotra (ur. 31 stycznia 1906 we wsi Kozice kod Stoca, zm. 21 maja 1960 w Sztokholmie) – bośniacki malarz i grafik serbskiego pochodzenia.

## Życiorys
Pochodził z zamożnej rodziny kupieckiej – był synem Danilo Šotry i Božany z d. Mihić. Uczył się w Mostarze i w Sarajewie. W 1923 przerwał naukę w gimnazjum, po bankructwie firmy prowadzonej przez ojca. W 1929 ukończył studia plastyczne w Królewskiej Szkole Sztuk Pięknych w Belgradzie. Po studiach pracował jako nauczyciel rysunku w szkole. Do 1937 mieszkał w  Sarajewie. W latach 1937–1941 mieszkał w Loznicy, Ochrydzie i w Vršacu. W latach 1933 i 1936 dwukrotnie aresztowany pod zarzutem prowadzenia działalności komunistycznej. W czasie II wojny światowej działał w ruchu oporu, pełnił funkcję komisarza politycznego jednego z oddziałów. Po wojnie był dyrektorem Muzeum Wojska, a wreszcie wykładowcą i rektorem Akademii Sztuk Pięknych w Belgradzie.

## Twórczość
Tworzył głównie pejzaże i obrazy historyczne, nawiązujące do walk partyzanckich w czasie II wojny światowej. Większość dzieł Šotry znajduje się w Narodowej Galerii Bośni i Hercegowiny i w Muzeum Sarajewa.

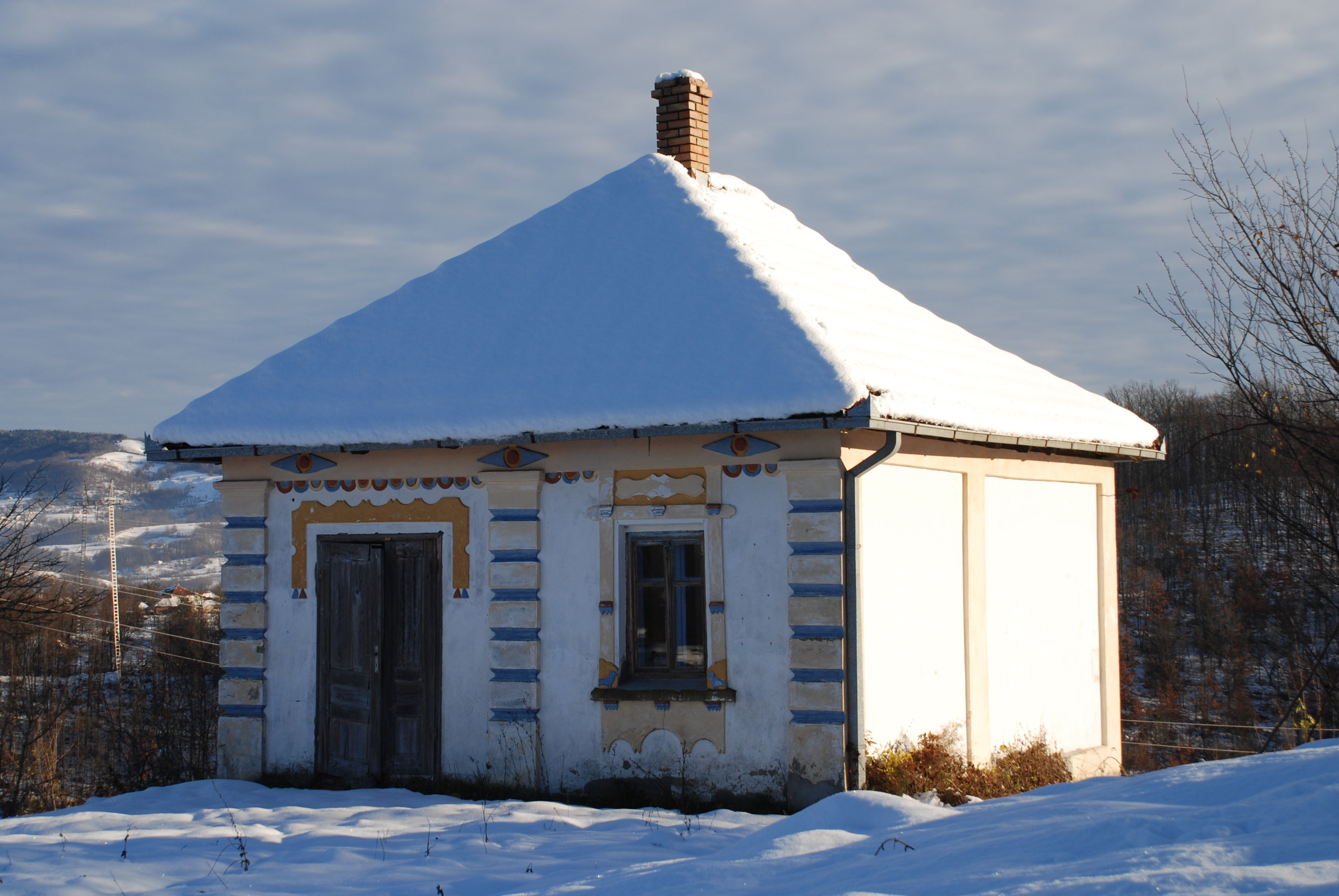
Dom z malowidłami ściennymi Branko Šotry we wsi Doni Dubac